# Evelina Guneva
Evelina Guneva (in bulgaro Евелина Гунева?; Sofia, 23 maggio 1980) è un'ex cestista bulgara.

## Carriera
Guardia-ala di 183 cm, ha giocato in Serie A1 con Messina. Vanta presenze nella Nazionale bulgara.